# IEEE 802
IEEE 802 je rodina IEEE standardů pojednávajících o sítích LAN, MAN a bezdrátových PAN
- IEEE 802.1 Bridge and Network Management
  - IEEE 802.1AE - MAC Security
  - IEEE 802.1Q - VLAN
  - IEEE 802.1X - Network Access Control
  - IEEE 802.1aq - Shortest Path Bridging (SPB)
- IEEE 802.2 - LLC - Logical Link Control
- IEEE 802.3 - Ethernet
- IEEE 802.4 - Token Bus
- IEEE 802.5 - Token Ring
- IEEE 802.11 - Wi-Fi
- IEEE 802.12 demand priority access method
- IEEE 802.13 Kabeláž kat.6 - 10Gb lan
- IEEE 802.15 Wireless PAN standard pro bezdrátové personální (osobní) sítě
  - IEEE 802.15.1 Bluetooth
  - IEEE 802.15.3 High Rate WPAN
  - IEEE 802.15.4 ZigBee
- IEEE 802.16 Broadband Wireless Access WiMAX
  - IEEE 802.16e (Mobile) Broadband Wireless Access
- IEEE 802.17 Resilient packet ring
- IEEE 802.18 Radio Regulatory TAG
- IEEE 802.19 Coexistence TAG
- IEEE 802.20 Mobile Broadband Wireless Access
- IEEE 802.21 Media Independent Handoff
- IEEE 802.22 Wireless Regional Area Network